# Copa SheBelieves 2019
La Copa SheBelieves 2019 fue la cuarta edición de la Copa SheBelieves, un torneo de fútbol femenino celebrado en los Estados Unidos, organizado por la United States Soccer Federation y al que se accede por invitación. Se llevó a cabo entre el 27 de febrero y 5 de marzo de 2019.

## Equipos
| Equipo         | FIFA Rankings (diciembre de 2018) |
| -------------- | --------------------------------- |
| Estados Unidos | 1                                 |
| Inglaterra     | 4                                 |
| Japón          | 8                                 |
| Brasil         | 10                                |

## Organización

### Sedes
| Tampa Chester Nashville | Nashville - Tennessee      | Tampa - Florida       | Chester - Pensylvania                        |
| ----------------------- | -------------------------- | --------------------- | -------------------------------------------- |
| Tampa Chester Nashville | Nissan Stadium             | Raymond James Stadium | Talen Energy Stadium                         |
| Tampa Chester Nashville | Capacidad: 68.798          | Capacidad: 65.857     | Capacidad: 18.500                            |
| Tampa Chester Nashville | Nissan Stadium (Nashville) | Raymond James Stadium | Talen Energy Stadium - Nashville - Tennessee |

### Formato
Los cuatro equipos invitados jugarán un todos contra todos.
Los puntos obtenidos en la fase de grupos seguirán la fórmula estándar de tres puntos para una victoria, un punto para un empate y cero puntos para una derrota.

## Resultados
| Pos. | Equipo             | Pts. | PJ | G | E | P | GF | GC | Dif. |
| ---- | ------------------ | ---- | -- | - | - | - | -- | -- | ---- |
| 1    | Inglaterra (C)     | 7    | 3  | 2 | 1 | 0 | 7  | 3  | +4   |
| 2    | Estados Unidos (H) | 5    | 3  | 1 | 2 | 0 | 5  | 4  | +1   |
| 3    | Japón              | 4    | 3  | 1 | 1 | 1 | 5  | 6  | −1   |
| 4    | Brasil             | 0    | 3  | 0 | 0 | 3 | 2  | 6  | −4   |

 Fuente: US Soccer
| 27 de febrero de 2019, 16:00 | Inglaterra           | 2:1 (0:1) | Brasil           | Talen Energy Stadium, Chester                              |                                                            |
|                              | White 49' · Mead 75' | Reporte   | Alves 16' (pen.) | Asistencia: 5 954 espectadores Árbitra: Ekaterina Koroleva | Asistencia: 5 954 espectadores Árbitra: Ekaterina Koroleva |

| 27 de febrero de 2019, 19:00 | Estados Unidos           | 2:2 (1:0) | Japón                       | Talen Energy Stadium, Chester                           |                                                         |
|                              | Rapinoe 23' · Morgan 76' | Reporte   | Nakajima 67' · Momiki 90+1' | Asistencia: 14 555 espectadores Árbitra: Melissa Borjas | Asistencia: 14 555 espectadores Árbitra: Melissa Borjas |

| 2 de marzo de 2019, 13:00 | Brasil      | 1:3 (0:1) | Japón                                     | Nissan Stadium, Nashville                          |                                                    |
|                           | Debinha 57' | Reporte   | Momiki 44' · Kobayashi 81' · Hasegawa 85' | Asistencia: 12 586 espectadores Árbitra: Karen Abt | Asistencia: 12 586 espectadores Árbitra: Karen Abt |

| 2 de marzo de 2019, 15:55 | Estados Unidos          | 2:2 (1:1) | Inglaterra                | Nissan Stadium, Nashville                                |                                                          |
|                           | Rapinoe 33' · Heath 67' | Reporte   | Houghton 36' · Parris 52' | Asistencia: 22 125 espectadores Árbitra: Marianela Araya | Asistencia: 22 125 espectadores Árbitra: Marianela Araya |

| 5 de marzo de 2019, 17:25 | Japón | 0:3 (0:3) | Inglaterra                             | Raymond James Stadium, Tampa                            |                                                         |
|                           |       | Reporte   | Staniforth 12' · Carney 23' · Mead 30' | Asistencia: 8 580 espectadores Árbitra: Christina Unkel | Asistencia: 8 580 espectadores Árbitra: Christina Unkel |

| 5 de marzo de 2019, 20:20 | Estados Unidos | 1:0 (1:0) | Brasil | Raymond James Stadium, Tampa                                |                                                             |
|                           | Heath 20'      | Reporte   |        | Asistencia: 14 009 espectadores Árbitra: Carol Anne Chénard | Asistencia: 14 009 espectadores Árbitra: Carol Anne Chénard |

|                                |
| Bandera de Inglaterra          |
| Campeón Inglaterra 1.er título |

## Goleadoras
2 goles
- Beth Mead
- Tobin Heath
- Megan Rapinoe
- Yuka Momiki

1 gol
- Debinha
- Andressa Alves
- Karen Carney
- Ellen White
- Stephanie Houghton
- Nikita Parris
- Lucy Staniforth
- Alex Morgan
- Emi Nakajima
- Ribako Kobayashi
- Yui Hasegawa